# 마사루브렌세
마사루브렌세(이탈리아어: Massa Lubrense)는 이탈리아 캄파니아주 나폴리현에 위치한 코무네다. 나폴리로부터 남동쪽 25km 거리에 있다.

## 사진

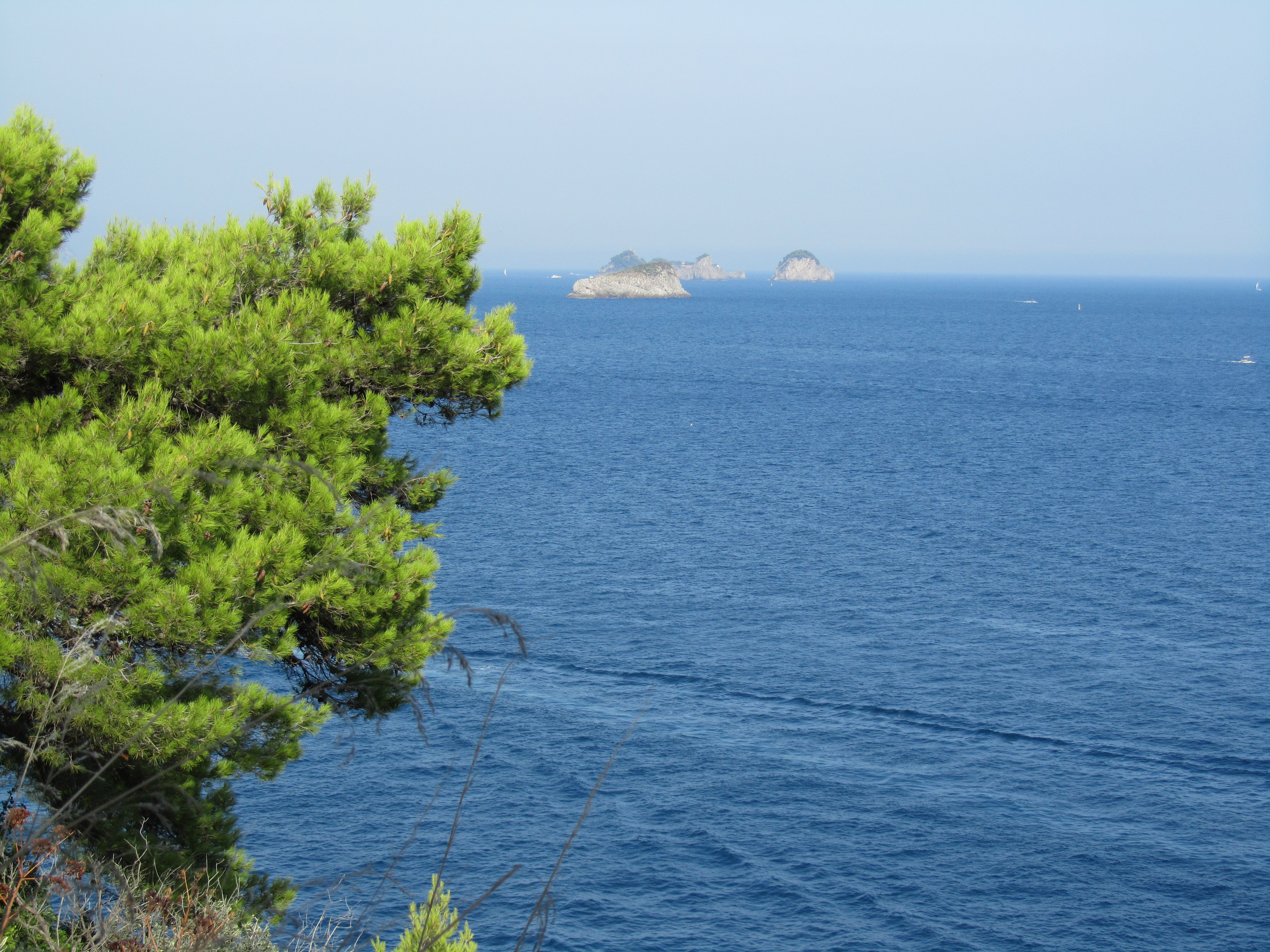
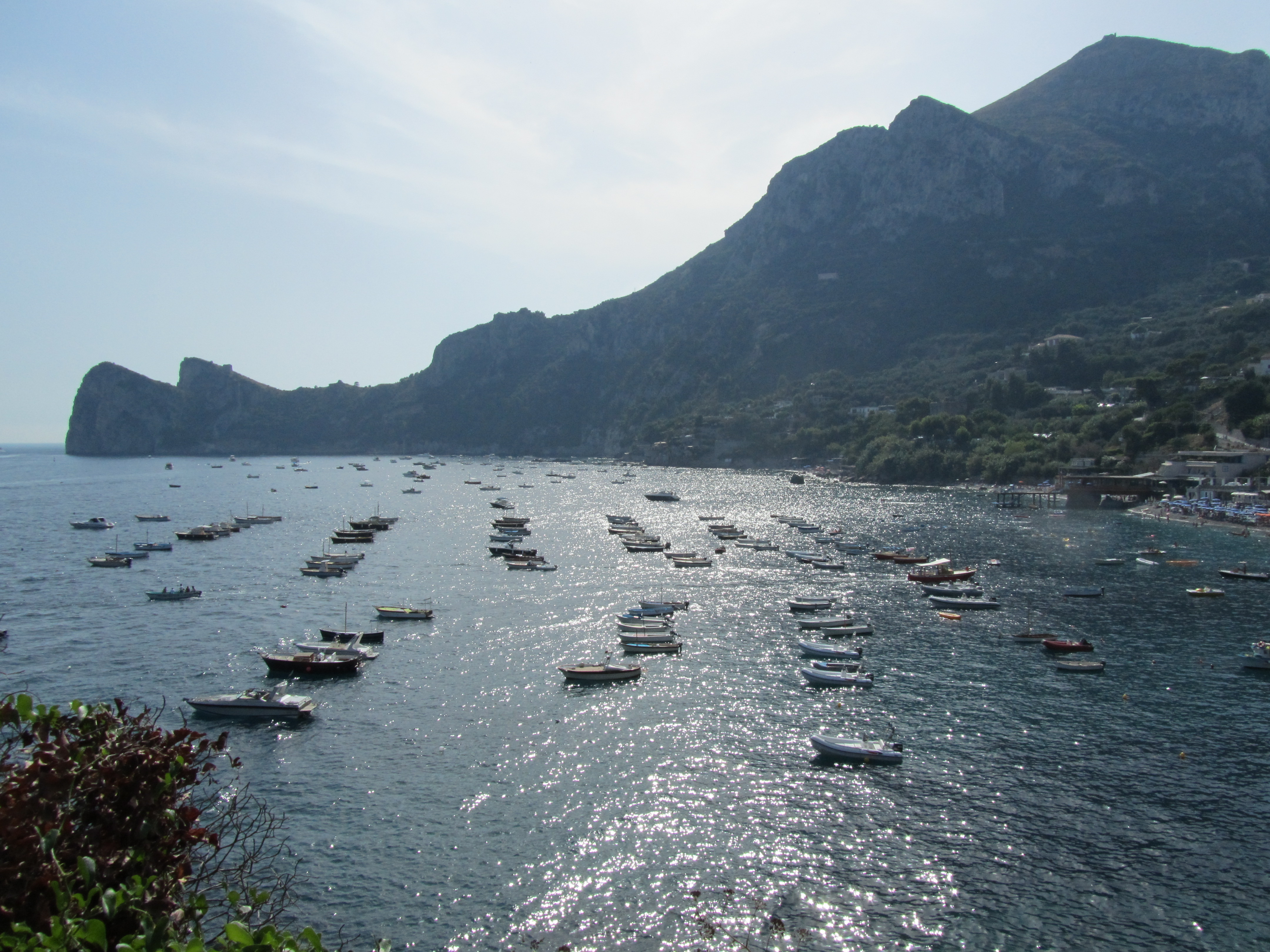
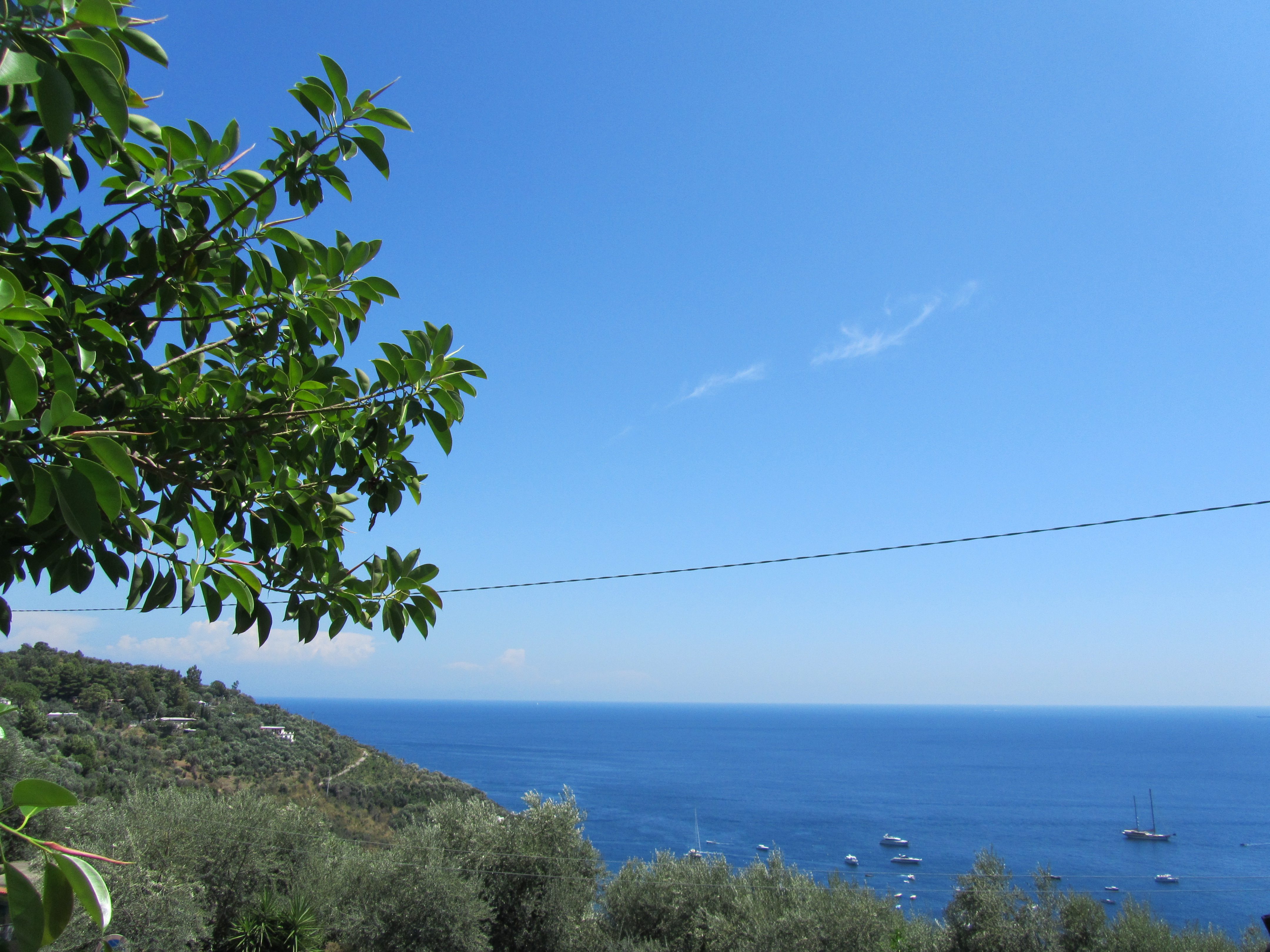
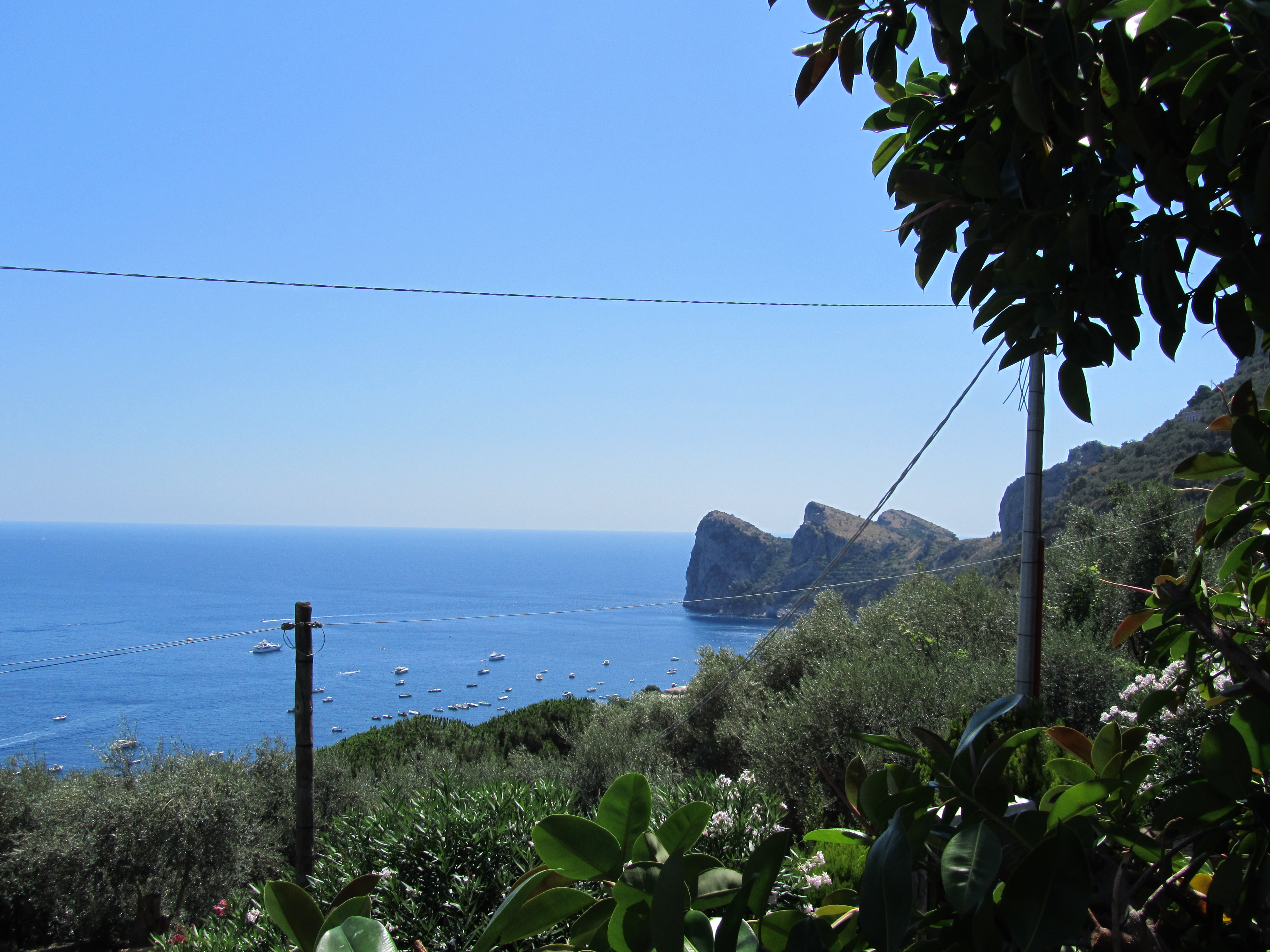
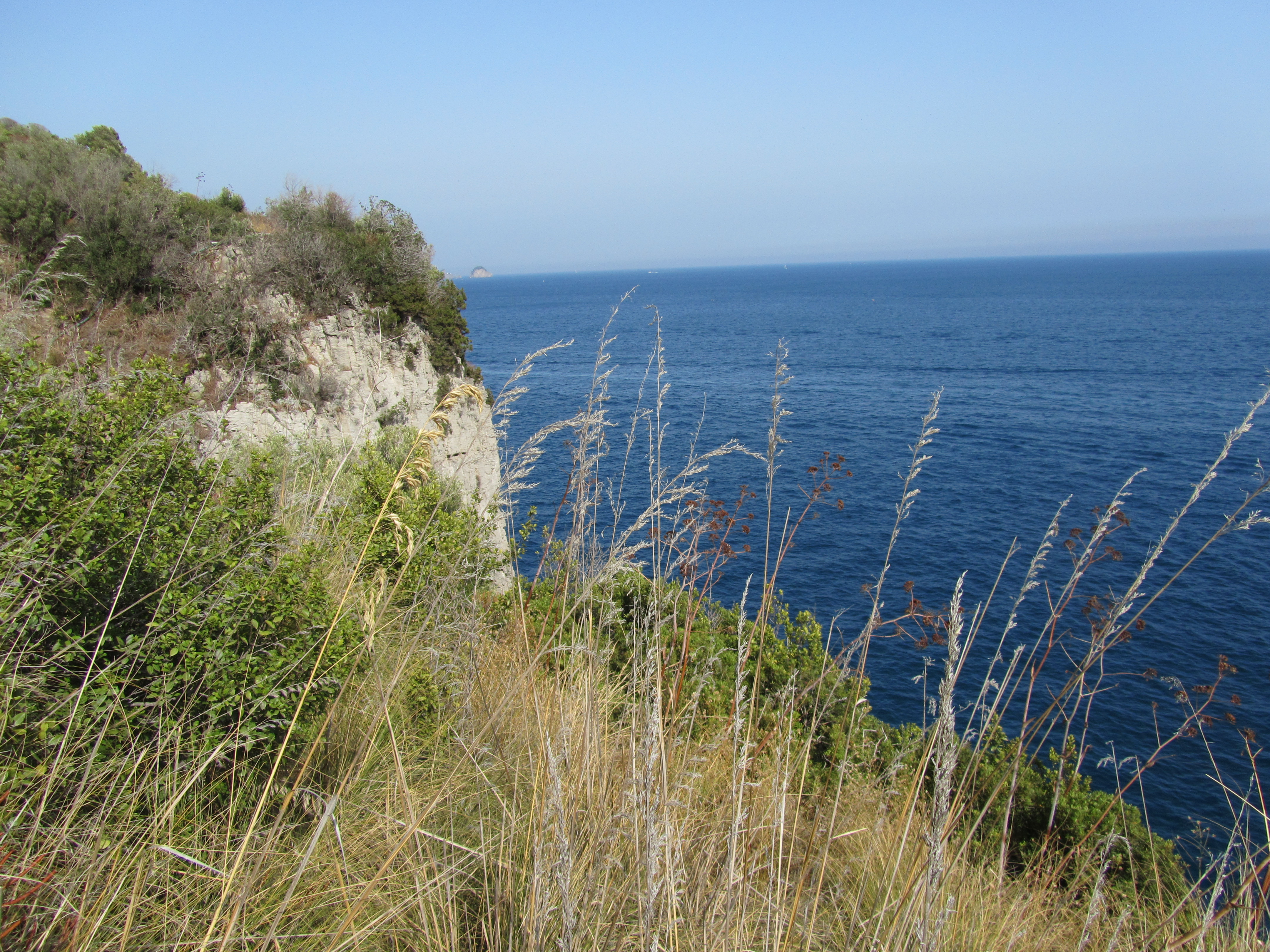
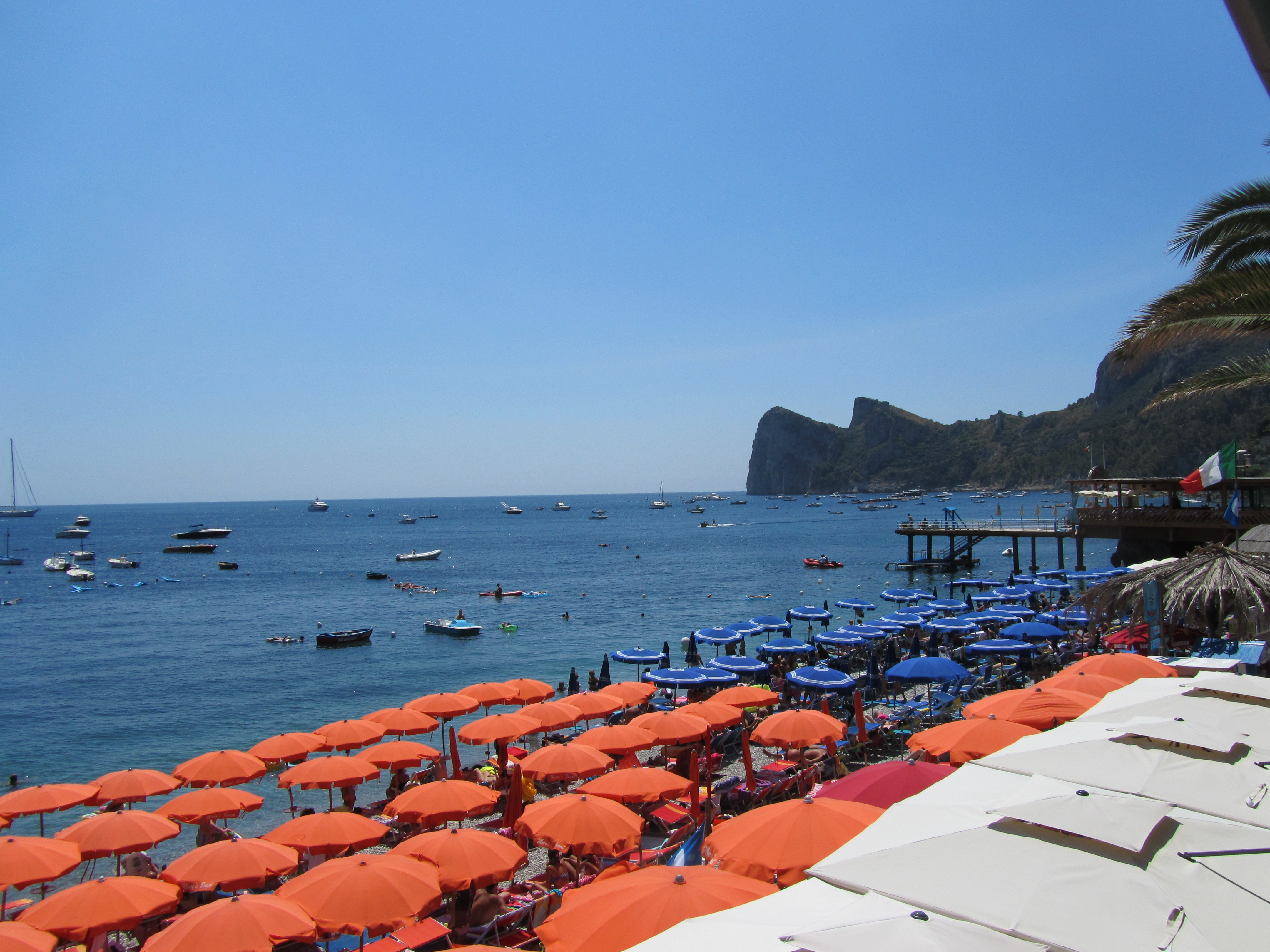
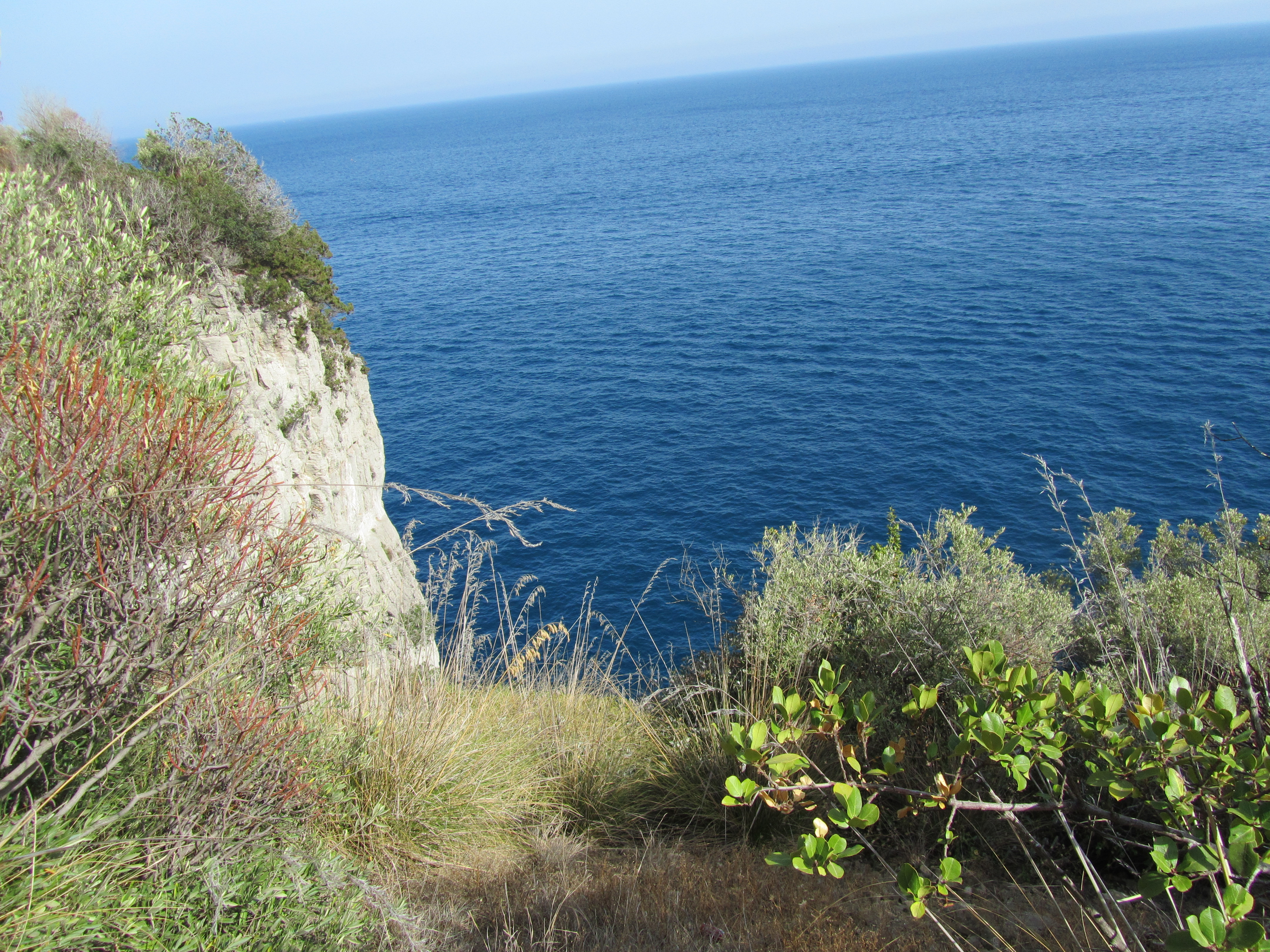

## 같이 보기
- 아말피 해안